# Mes courants électriques
Mes courants électriques è il secondo album della cantante pop francese Alizée. È stato pubblicato il 18 marzo 2003 per l'etichetta discografica Polydor. A differenza dell'album precedente, Gourmandises, che era interamente in lingua francese, di questo album uscì anche una versione internazionale con quattro brani cantati anche in lingua inglese.
Dall'album sono state estratte come singoli le canzoni J'en ai marre!, J'ai pas vingt ans (e le rispettive version in inglese, I'm Fed Up! e I'm Not Twenty) e À contre-courant.
L'album è stato interamente scritto e prodotto da Mylène Farmer e Laurent Boutonnat, già produttori di quello precedente, ma rispetto a quest'ultimo le tematiche sessuali sono più attenuate.

## Promozione
L'album è stato concepito per rafforzare la carriera di Alizée a livello internazionale, con la cantante che per la promozione di tale disco ha viaggiato in diversi paesi esteri, soprattutto in Asia, apparendo in diversi programmi televisivi locali.

## Tracce
Testi di Mylène Farmer, musiche di Laurent Boutonnat.
Edizione francese
1. J'en ai marre! – 5:12
2. À contre-courant – 4:32
3. Toc de mac – 4:29
4. Amélie m'a dit – 3:51
5. C'est trop tard – 4:43
6. Tempête – 4:42
7. J'ai pas vingt ans – 4:23
8. Hey! Amigo! – 3:54
9. L'e-mail a des ailes – 4:10
10. Youpidou – 4:09
11. Cœur déjà pris – 4:16

Edizione internazionale
1. I'm Fed Up! – 5:12
2. À contre-courant – 4:32
3. Toc de mac – 4:31
4. Amélie – 3:51
5. C'est trop tard – 4:43
6. Tempête – 4:42
7. I'm Not Twenty! – 4:23
8. Hey! Amigo! – 3:55
9. L'e-mail a des ailes – 4:10
10. Youpidoo – 4:09
11. Cœur déjà pris – 4:22
12. J'en ai marre! – 5:12
13. Amélie m'a dit – 3:51
14. J'ai pas vingt ans – 4:23
15. Youpidou – 4:09

## Classifiche
| Paese             | Posizione massima |
| ----------------- | ----------------- |
| Francia           | 2                 |
| Belgio (Vallonia) | 9                 |
| Svizzera          | 13                |